# Glossotrophia falsaria
Glossotrophia falsaria là một loài bướm đêm trong họ Geometridae.